# Torvizcón
Torvizcón es una localidad y municipio español situado en la parte meridional de la comarca de la Alpujarra Granadina, en la provincia de Granada, comunidad autónoma de Andalucía. Limita con los municipios de Órgiva, La Taha, Almegíjar, Cástaras, Albondón, Sorvilán y Polopos. Por su término discurre el río Guadalfeo y las ramblas de Torvizcón, la Barbacana, Bordavarela y del Valenciano.
El municipio torvizconense comprende los núcleos de población de Torvizcón —capital municipal— Salas-Contraviesa y La Dehesa, así como los diseminados de La Cámara, Haza del Lino, Piedras Blancas, Venta del Chaparro y Ventilla de Bolina, entre otros.
Sus cultivos principales son los almendros, vides e higueras.
Buena parte de su territorio se encuentra dentro del Sitio Histórico de la Alpujarra.

## Toponimia
El origen de su nombre es desconocido a día de hoy. Algunas personas lo atribuyen a un topónimo castellano cuyo significado sería el de «tierra del torvisco», planta arbustiva tenida por peligrosa cuyo nombre científico es Daphne gnidium. Sin embargo, todo parece apuntar a que el nombre de "Torvizcón" ya existía durante el Reino de Granada, tal y como manifiesta la documentación castellana del siglo XVI.

## Símbolos
Torvizcón cuenta con un escudo y bandera adoptados de manera oficial el 7 de abril de 1992 y el 16 de julio de 2013 respectivamente.

### Escudo
Su descripción heráldica es la siguiente:

Escudo partido y medio cortado. Primero, de plata (blanco), un león de púrpura coronado de oro (amarillo). Segundo, de gules (rojo), una torre de plata. Tercero, de azur (azul), una caldera de plata acompañada en punta de una flor de almendro también de plata. Va timbrado con la corona real española.

### Bandera
La enseña del municipio tiene la siguiente descripción:

Paño rectangular de proporciones 2:3 (del asta al batiente), terciado en vertical por tres franjas de igual anchura. La del asta verde, la central amarilla, la del batiente azul. Al centro, sobrepuesto el escudo municipal.

## Historia
Según el antropólogo y arqueólogo suizo Jean-Christian Spahni es posible que existiera un núcleo de población en época romana que asocia con el nombre de Turidianum. Sin embargo, esta afirmación carece de sustento histórico alguno, ya que no existen pruebas documentales ni arqueológicas de la presencia de los romanos en el núcleo de Torvizcón.
Sí que se tiene constancia de la existencia de un asentamiento a finales de la época nazarí, concretamente dentro de la taha de Sahyl, junto con lugares como Murtas, Mecina Tedel, Alfornón, Polopos, Sorvilán, Bargís, Alcázar y Bordomarela, entre otros. "Sahyl" significa «la costa», y era el nombre con el que se conocía la sierra de la Contraviesa según el sistema administrativo de tahas de finales de la Edad Media.
A partir del siglo XVI formó parte del señorío de don Luis Zapata, que abarcaba territorios de la antigua taha del Cehel (Castellanización de Sahyl) en la ladera sur de la sierra de la Contraviesa, hasta Albuñol. Tras la Rebelión de los moriscos sólo quedaron dos familias en el pueblo y no fue repoblado. Más tarde, a finales del siglo XVII, durante el XVIII y primer tercio del XIX, fue cabeza de partido del «Estado de Torvizcón» o del conde de Cifuentes, por lo que alcanzó título de villa.

## Geografía

### Situación
Integrado en la comarca de la Alpujarra Granadina, se encuentra situado a 74 kilómetros de la capital provincial, a 113 de Almería, a 164 de Jaén y a 318 de Murcia. El término municipal está atravesado por la A-348 (carretera de la Alpujarra), que conecta Béznar con Benahadux.
| Noroeste: La Taha y Almegíjar | Norte: Almegíjar | Nordeste: Cástaras           |
| Oeste: Órgiva                 |                  | Este: Albondón               |
| Suroeste: Polopos             | Sur: Sorvilán    | Sureste: Sorvilán y Albondón |

## Demografía
Torvizcón cuenta con una población de 621 habitantes (INE 2024).
| Gráfica de evolución demográfica de Torvizcón entre 1842 y 2021                                                     |
| |
| Población de derecho según los censos de población del INE Población de hecho según los censos de población del INE |

Se distribuyen de la siguiente manera:
| Unidad poblacional | Hab. |
| ------------------ | ---- |
| Torvizcón          | 488  |
| Salas-Contraviesa  | 73   |
| La Dehesa          | 26   |
| diseminado         | 47   |
| TOTAL              | 634  |

## Gobierno y política local

### Elecciones municipales
Los resultados en Torvizcón de las últimas elecciones municipales, celebradas en mayo de 2023, son:
| Elecciones Municipales - Torvizcón (2023) | Elecciones Municipales - Torvizcón (2023) | Elecciones Municipales - Torvizcón (2023) | Elecciones Municipales - Torvizcón (2023) | Elecciones Municipales - Torvizcón (2023) |
| Partido político                          | Partido político                          | Votos                                     | Votos                                     | Concejales                                |
| ----------------------------------------- | ----------------------------------------- | ----------------------------------------- | ----------------------------------------- | ----------------------------------------- |
|                                           | Partido Socialista Obrero Español (PSOE)  | 207                                       | 57,18 %                                   | 4                                         |
|                                           | Partido Popular (PP)                      | 149                                       | 41,16 %                                   | 3                                         |

### Alcaldes
| Legislatura | Nombre                          | Grupo |
| ----------- | ------------------------------- | ----- |
| 1979-1983   |                                 |       |
| 1983-1987   |                                 |       |
| 1987-1991   |                                 |       |
| 1991-1995   |                                 |       |
| 1995-1999   |                                 |       |
| 1999-2003   | María del Pilar Sabio Fernández | PP    |
| 2003-2007   | Juan David Moreno Salas         | PSOE  |
| 2007-2011   | Juan David Moreno Salas         | PSOE  |
| 2011-2015   | Juan David Moreno Salas         | PSOE  |
| 2015-2019   | Juan David Moreno Salas         | PSOE  |
| 2019-2023   | Juan David Moreno Salas         | PSOE  |
| 2023-act.   | Juan David Moreno Salas         | PSOE  |

## Servicios públicos

### Sanidad
El municipio cuenta con un consultorio médico de atención primaria situado en la calle Arroyo Pozo, n.º 4, dependiente del Área de Gestión Sanitaria Sur de Granada. El servicio de urgencias está en el centro de salud de Órgiva, y el área hospitalaria de referencia es el Hospital Santa Ana de Motril.

### Educación
Los centros educativos que hay en el municipio son:
| Denominación genérica           | Nombre del centro       | Naturaleza | Dirección          |
| ------------------------------- | ----------------------- | ---------- | ------------------ |
| Colegio público rural           | CPR Valle del Guadalfeo | Público    | C/ Las Cruces, s/n |
| Sección de educación permanente | SEP Torvizcón           | Público    | C/ Aguilera, 8     |

## Cultura

### Patrimonio
El pueblo tiene una iglesia de estilo mudéjar dedicada a Nuestra Señora del Rosario, y construida con anterioridad a 1530. La nave y la capilla mayor están cubiertas con armaduras de limabordón y par y nudillo en el entronque entre ambas. Fue quemada por los moriscos en 1568 y ha sido reparada en diversas ocasiones. En el siglo XVIII se le añadió una nave lateral adosada con bóvedas de aristas, comunicada mediante arcos de medio punto. Cuenta en su interior con una destacable talla policromada de la Virgen del Rosario, del siglo XVIII y un cuadro al óleo de José Risueño representando la coronación de la Virgen, en delicado estado de conservación.

### Fiestas
Cabe destacar la fiesta de San Antón, el 17 de enero, aunque se celebra el sábado y domingo posterior, para que puedan asistir las personas que se encuentran fuera de la localidad. Durante todo el año el pueblo cuida de una pareja de cerdos que andan sueltos por el pueblo y son alimentados por los vecinos, y que serán rifados el día de San Antón. La noche de San Antón se lleva a cabo el encendido de los chiscos, grandes hogueras que se distribuyen por cada barrio en las que se queman las gayombas recogidas semanas antes. Cuando se apagan las llamas, los vecinos se reúnen para asar carne y patatas en las ascuas y beber vino del terreno.